# スズメノヤリ
スズメノヤリ(地揚梅、Luzula capitata)は、小柄な野草である。早春に穂を出す。

## 特徴
スズメノヤリは、単子葉植物イグサ科に属する植物である。見かけはイグサには似ず、小柄なイネ科植物に見える。
茎は短くて地中にあり、地表には根出葉だけを伸ばす。葉はイネ科植物のような線形の細長い形で、ゆるやかに曲がって、断面は浅いU字になる。葉は緑色でややつやがあり、縁に沿って長くて白い毛がまばらに生えている。また、葉の先端がすらりと細くなるのではなく、先端の部分が細いながらも厚い棒状の形になって終わる。日本産の同属のものは、ほとんどがこの特徴をもつので、ここに気をつければ花がなくても見分けがつく。
三月ころに穂を伸ばす。10cm位の細長い花茎が伸びて、その先端に花が頭状に集まる。見かけ上は個々の花ははっきりせず、赤褐色のくす玉のような固まりが着いているように見える。固まりは一つ、あるいは二つくらいに分かれており、時には短い柄を伸ばしてその先により小さな固まりをつける。なお、花茎の途中には一枚の苞葉がつく。
この花の固まりは、よく見れば一つ一つの花がはっきりしているので、イネ科に見られる小穂とは異なる。個々の花は六枚の花被がある。花被は先がとがった楕円形で、紫褐色をしている。花被が開くと中からは黄色くて大きな葯が顔を見せる。花被は果実になっても残り、緑色の果実の下側を包むようになる。
この花被と葯が結構目立つので、早春に姿を見せる野草として結構親しまれている。和名はこの穂を毛槍に見立てたものである。別名にシバイモというのと、スズメノヒエというのがあるが、スズメノヒエはイネ科植物にそれを標準和名を持つものがあってややこしい。シバイモは、芝薯で、根に小さな芋のようなものを生じるためと言われる。
日本では南西諸島より北の全土に分布し、海外では中国からカムチャツカ半島、東シベリアまで分布する。

## 近縁種
よく似た種にヤマスズメノヒエがある。外見はスズメノヤリそっくりで、花軸の先端から複数の柄が伸びて、それぞれの先にも花序をつけるのが特徴である。ただしスズメノヤリも一つの花軸から数個の花序を出すことがあり、正確な同定には花の構造を詳しく見る必要がある。他に近縁種が数種ある。
全体の姿はやや似ているが、スズメノヤリのように花軸先端に頭状に集まった花序をつけないのがヌカボシソウの類である。花軸先端からは多数の枝が伸び、それぞれの先に花を一つずつつける。個々の花が小さいため、花が咲いていてもスズメノヤリ程に目立たない、地味な草である。これも類似のものが他にもある。
ヤマスズメノヒエ、オカスズメノヒエなどは種子を取り出して、種枕の比率により同定する。
同定のさいには他に朔果と花被片の長さ関係などをチェックすることもあるが、
この辺はコウガイゼキショウの類の同定と共通する。
見られやすい種の中では、ヌカボシソウはやや湿った場所、スズメノヒエは乾いた場所で見やすい。
ヌカボシソウの仲間には根茎を伸ばして繁殖するものがあり、クロボシソウと呼ばれる。ほか、
ミヤマヌカボシソウなどもあるが、どれも実はスズメノヒエと付くものに比べ小さい。
各地山道や谷間の道端に生えているが、気づかれることは少ない。
また、高山に生育するタカネスズメノヒエは、少数の花が頭状に集まったものを数個つけるもので、葉先は細くとがるなど、他のものとは異なる点がある。
実の粒が比較的小さく黒っぽく熟すのでスズメノヒエの仲間では見分けやすい。
ハイマツ帯などで見られる。ブナ帯上部まで見られるヤマスズメノヒエとはすみ分けていると思われるが、シラビソなどが生える亜高山帯の、やや裸地の雰囲気のある環境あたりが、識別に際してのグレーゾーンとなる。
北方系の周極要素も多く、大雪山にみられるコゴメヌカボシや、
本州中部以北の高山帯でみられるクモマスズメノヒエなどは北半球での分布は広い。
なお、カヤツリグサ科スゲ属のヒメスゲは、温帯性のスゲで本州では山地帯に生育するが、結実したころの姿が意外にスズメノヤリの結実したところとよく似ている。

## 分類
この属の植物は世界では温帯から亜寒帯にかけて分布し、60-80種あるとされる。日本に約十種ある。多くは日本から以北のアジアにかけて、種によっては北半球全域の温帯にまたがる広い分布域を持つ。代表的なもののみを挙げる。
イグサ科　Juncaceae
- スズメノヤリ属　Luzula
  - スズメノヤリ　L. capitata (Miq.) Miq.
  - ヤマスズメノヒエ　L. multiflora Lejeune
  - タカネスズメノヒエ　L oligoantha G. Sam.
  - ヌカボシソウ　L. plumosa E.Meyer
  - ミヤマヌカボシソウ　L. rostrata
  - クモマスズメノヒエ　L. wahlenbergii Ruprecht